# Lei de Anistia (Suriname)
A Lei de Anistia do Suriname (também conhecida como Lei de Anistia de 1989) é uma lei de 1992, que foi amplamente alterada em 2012. A lei de 1992 concede anistia para certos atos da Guerra Civil do Suriname. A lei de 2012 estendeu esse período, de modo que os atos durante o regime militar no Suriname não pudessem mais ser processados. Neste último caso, isso não era mais possível para os processos em andamento.

## Lei de 1989
A Lei de Anistia de 1989, que entrou em vigor em 1992, anistia aproximadamente vinte delitos do Código Penal do Suriname que foram cometidos entre 1 de janeiro de 1985 e 19 de agosto de 1992. Esse foi o período da Guerra Civil do Suriname entre o Exército Nacional liderado por Dési Bouterse e o Jungle Commando por Ronnie Brunswijk.

## Ampliação em 2012
Em 19 de março de 2012, os parlamentares Melvin Bouva (MC), Rashied Doekhi (MC), André Misiekaba (MC), Anton Paal (MC), Ricardo Panka (MC) e Ronny Tamsiran (PL) propuseram uma anistia para os suspeitos dos assassinatos de dezembro. A lei de anistia significaria que o julgamento dos assassinatos de dezembro seria interrompido.
Houve uma reação feroz da sociedade contra a ampliação da lei. Especialmente o momento em que a lei foi aprovada - uma semana antes do promotor militar formular sua sentença contra o principal suspeito Bouterse - causou muitas emoções. Durante o debate sobre a lei, o parlamento do Suriname argumentou várias vezes que a adoção de uma lei de anistia seria contrária à constituição do Suriname, que proíbe expressamente a interferência em um processo pendente, e também seria contrário ao Pacto de San José da Costa Rica, do qual o Suriname faz parte desde 12 de novembro de 1987.
Apesar das críticas, em 4 de abril de 2012, após três dias de intenso e emocionado debate, a lei da anistia foi aprovada por 28 votos a 12. A presidente do Parlamento, Jennifer Simons, também votou a favor do projeto. Todos os membros da oposição presentes votaram contra. Nieuw Suriname e Brotherhood and Unity in Politics (BEP), ambos partidos da coalizão de Bouterse, deixaram a sala durante a votação porque "não queriam cooperar com uma lei à qual grande parte da sociedade surinamesa se opõe". Como o presidente Bouterse estava na Guiana, a nova lei foi assinada e ratificada pelo vice-presidente Robert Ameerali.
O presidente Bouterse respondeu da Guiana à aprovação da lei, dizendo: "Esta lei pretende curar toda a nação, não apenas parte dela". Segundo Bouterse, a lei de anistia foi um "novo começo" para o Suriname.

## Resposta holandesa
Em resposta à adoção da lei, o ministro holandês das Relações Exteriores, Uri Rosenthal, fez com que o embaixador holandês Aart Jacobi fosse retirado do Suriname no dia seguinte. Rosenthal disse à agência de notícias Novum que achou "profundamente decepcionante" que o parlamento do Suriname tenha aprovado a controversa lei de anistia. "Meus primeiros pensamentos vão para os parentes dos assassinatos de dezembro, para os quais isso deve ser um duro golpe", disse Rosenthal.
O PVV queria a proibição de viagens internacionais para os 28 deputados que votaram a favor da lei de anistia. O deputado do PVV Louis Bontes disse que os "28 sim-homens de Bouterse" não se importam com as feridas abertas dos parentes e vítimas. O PVV também queria que a encarregada de negócios Chantal Doekhi, filha de Rashied Doekhi, fosse imediatamente expulsa da Holanda. A terceira exigência do PVV era que o embaixador Jacobi não voltasse ao Suriname enquanto Bouterse fosse presidente lá. Rosenthal não concordou com esses desejos do PVV, mas suspendeu a transferência de aproximadamente 20 milhões de euros em ajuda ao desenvolvimento do Suriname.
Em resposta à suspensão da ajuda ao desenvolvimento de 20 milhões de euros, Bouterse disse em entrevista coletiva em 20 de abril de 2012: "Vinte milhões de euros, eu não pedi vinte milhões de euros. Temos uma reserva econômica de quase oitocentos milhões de dólares". Bouterse chamou as sanções de "lobby pesado do Mar do Norte".

## Fim da Lei de 2012
Após o julgamento do Tribunal Constitucional de que a prorrogação da Lei de Anistia de 5 de abril de 2012 está em conflito com os tratados internacionais que o Suriname assinou, a Assembleia Nacional retirou a lei de 2012 em 27 de agosto de 2021, com 32 votos a favor e 12 contra.